# Tecaspis fiorii
Tecaspis fiorii är en insektsart som först beskrevs av Leonardi 1913.  Tecaspis fiorii ingår i släktet Tecaspis och familjen pansarsköldlöss.
Artens utbredningsområde är Eritrea. Inga underarter finns listade i Catalogue of Life.